# Polysarcus zacharovi
Polysarcus zacharovi är en insektsart som först beskrevs av Stshelkanovtzev 1909.  Polysarcus zacharovi ingår i släktet Polysarcus och familjen vårtbitare. Inga underarter finns listade i Catalogue of Life.